# Kankuria
Kankuria è una suddivisione dell'India, classificata come census town, di 27.372 abitanti, situata nel distretto di Murshidabad, nello stato federato del Bengala Occidentale. In base al numero di abitanti la città rientra nella classe III (da 20.000 a 49.999 persone).

## Geografia fisica
La città è situata a 24° 39' 29 N e 87° 58' 46 E.

## Società

### Evoluzione demografica
Al censimento del 2001 la popolazione di Kankuria assommava a 27.372 persone, delle quali 13.643 maschi e 13.729 femmine. I bambini di età inferiore o uguale ai sei anni assommavano a 6.256, dei quali 3.148 maschi e 3.108 femmine. Infine, coloro che erano in grado di saper almeno leggere e scrivere erano 8.446, dei quali 5.283 maschi e 3.163 femmine.